# Symphonic Pictures
Symphonic Pictures ist das Debütalbum der deutschen Progressive-Rock-Band Schicke Führs Fröhling. Es erschien im Jahr 1976 bei Brain.

## Entstehung und Veröffentlichung
Im Gründungsjahr 1975 brachte dem Trio ein Auftritt im Circus Krone einen Plattenvertrag ein. Für ein erstes Album war ursprünglich Frank Zappa als Produzent vorgesehen, er sagte aber wegen der Aufnahme eines eigenen Albums noch ab. Für ihn sprang Dieter Dierks ein, in dessen Studio Symphonic Pictures schließlich eingespielt wurde. Im Jahr 2010 erschien eine remasterte Neuauflage des Albums mit einer Bonus-CD, auf der sich Live-Aufnahmen aus dem Herbst 1975 befinden.

## Titelliste

### Seite 1
1. Tao – 8:37
2. Solution – 2:54
3. Dialog – 5:31
4. Sundrops – 2:27

### Seite 2
1. Pictures – 16:26

### Bonus-CD
1. Tao – 9:25
2. Dialogue – 7:20
3. Gedankenspiel – 8:52
4. Pictures – 27:44
5. Prickel Pit – 6:02
6. Ammernoon – 5:41
7. Dadadam – 4:51

## Stil
Schicke Führs Fröhling spielen auf Symphonic Pictures eigenständigen Progressive Rock mit Fusion-Einflüssen. Das Album ist rein instrumental. Mit vielen Tempo- und Rhythmuswechseln sowie starken Kontrasten „zwischen atmosphärischen Keyboardflächen und aggressiven Gitarren“ sind die Kompositionen komplex und abwechslungsreich.

## Rezeption
Das Album verkaufte sich 12.000 Mal und bedeutete den unmittelbaren Durchbruch für Schicke Führs Fröhling in der deutschen Prog-Szene. Es gilt heute als eines der wichtigsten deutschen Alben aus der Hochzeit des Progressive Rock. Jochen Rindfrey von den Babyblauen Seiten lobt Symphonic Pictures als „wahrhaft progressive Musik, die auch heute […] kein bisschen veraltet klingt“. Horst Straske findet auf dem Album „symphonische Klangbilder von wahrlich erhabener Schönheit“, Jörg Schumann bezeichnet es als „ein Meisterwerk […], das man kennen sollte“. Das eclipsed-Magazin nahm Symphonic Pictures in seine Liste der 150 wichtigsten Prog-Alben auf.